# Werner De Schepper
Werner De Schepper (* 3. Juni 1965 in Belgien) ist ein in der Schweiz tätiger Journalist mit schweizerisch-belgischer Doppelbürgerschaft.

## Leben und Wirken
Werner De Schepper wuchs in einem streng katholischen Milieu in Olten auf. Seine Eltern, ein Bäcker und eine Lehrerin, sind 1963 aus Belgien in die Schweiz gezogen. Nach seiner Matur an der Kantonsschule Olten 1984 studierte De Schepper Theologie und Journalismus an der Universität Freiburg. Er verfasste seine Lizentiatsarbeit zur Moraltheologie.
Während des Studiums begann er seine journalistische Laufbahn bei den Solothurner Nachrichten, einem Kopfblatt der katholischen Zeitung Vaterland. Nach dem Studium wurde er Inlandredaktor bei der Nachrichtenagentur Schweizerische Politische Korrespondenz, wo er 1993 für Aufsehen sorgte, als er die Schlammschlacht um Bundesratskandidatin Christiane Brunner eröffnete. Noch im selben Jahr wechselte er zum Ringier Verlag, wo er erst für die Schweizer Illustrierte und ab 1995 für die Boulevardzeitung SonntagsBlick und später für den Blick schrieb. Von 2003 bis 2007 fungierte er als Chefredaktor des Blicks.
Ab 2008 war er als stellvertretender Chefredaktor der Aargauer Zeitung tätig und sammelte erste Fernseherfahrungen auf Tele M1. Bei TeleBärn übernahm er 2013 den Posten des Chefredaktors, allerdings nur für kurze Zeit, bevor er als Moderator von Tele M1 und als Kolumnist der Aargauer Zeitung auftrat. Im Jahr 2015 war geplant, dass De Schepper die Leitung des Katholischen Medienzentrums übernehmen würde. Er trat aber die Stelle nicht an und kündigte gleichzeitig aus Protest gegen die Entlassung des Informationsbeauftragten Simon Spengler sein Amt als Präsident der Medienkommission der Bischofskonferenz, das er zwei Jahre innehatte. Stattdessen kehrte er als Co-Chefredaktor zur Schweizer Illustrierte zurück. Danach wurde er Co-Chefredaktor der Zeitschrift «Interview by Ringier», im März 2023 trennte sich das Medienhaus Ringier Axel Springer Schweiz von ihm.
Als gebürtiger Belgier absolvierte De Schepper seinen Militärdienst in Belgien. Seit 2009 besitzt er auch die Schweizer Staatsbürgerschaft. Im Jahr 2010 übernahm er zusammen mit Martin Allemann, Pedro Lenz und Alex Capus, der 2017 ausstieg, das Oltner Restaurant Flügelrad. Nach der Matura trat er mit 19 Jahren in ein Kapuzinerkloster ein. Zur selben Zeit verliebte er sich in seine Coiffeuse, die später seine Ehefrau und Mutter zweier seiner Kinder wurde, und er verliess das Kloster wieder. De Schepper ist von seiner Frau getrennt. Ab 2013 war er mit der Aargauer Nationalrätin Irène Kälin (Grüne) liiert, mit ihr hat er einen 2018 geborenen Sohn. Im Jahr 2023 wurde die Trennung bekannt. 
De Schepper lebt in Oberflachs.

## Kontroversen
Im Laufe der MeToo-Debatte wurden auch Vorwürfe gegen De Schepper laut. Im Dezember 2017 publizierte der Tages-Anzeiger einen Artikel, wonach er angeblich quer durch die Redaktionen von SonntagsBlick, Blick, TeleBärn und Aargauer Zeitung als Führungsperson Mitarbeiterinnen belästigt haben soll. Zwölf Frauen erhoben in dem Artikel anonym Vorwürfe zu verbalen und körperlichen Übergriffen. Strafrechtliche Konsequenzen hatten diese Anschuldigungen nicht.